# 2008 Konstitutsiya
2008 Konstitutsiya (1973 SV4) là một tiểu hành tinh nằm phía ngoài của vành đai chính được phát hiện ngày 27 tháng 9 năm 1973 bởi L. Chernykh ở Nauchnyj.